# Joachim Bär
Joachim Bär (* 7. September 1941 in Berlin) ist ein ehemaliger Leichtathlet aus der DDR. Er war Dritter bei den Europäischen Hallenspielen 1969 im Stabhochsprung.

## Sportliche Karriere
Joachim Bär war von 1959 bis 1961 beim TSC Oberschöneweide und startete ab 1962 für den SC Dynamo Berlin. Bei DDR-Meisterschaften im Freien war er 1965, 1966 und 1968 Zweiter hinter Wolfgang Nordwig. In der Halle siegte Bär 1967 und 1968 und war dreimal Zweiter hinter Nordwig. Seine persönliche Bestleistung von 5,20 Meter sprang Bär am 5. September 1969 in Ost-Berlin.
Bär trat von 1965 bis 1970 bei 13 Meisterschaften oder Länderkämpfen im Nationaltrikot der DDR an. 1969 fanden in Belgrad letztmals Hallenspiele statt, ab 1970 wurden sie durch die Halleneuropameisterschaften ersetzt. Im Stabhochsprung siegte Wolfgang Nordwig mit 5,20 Meter vor Hennadij Blesnizow aus der Sowjetunion und Joachim Bär, die beide 5,10 Meter meisterten, Blesnizow erhielt Silber und Bär Bronze. Auch der zweite Springer aus der Sowjetunion Juri Issakow als Vierter überquerte 5,10 Meter. Bei den Europameisterschaften 1969 in Athen erreichten mit Nordwig und Bär beide Athleten aus der DDR das Finale. Bär belegte mit 5,00 Meter den sechsten Rang, während Nordwig mit 5,30 Meter Europameister wurde.